# Oude kathedraal van Salamanca

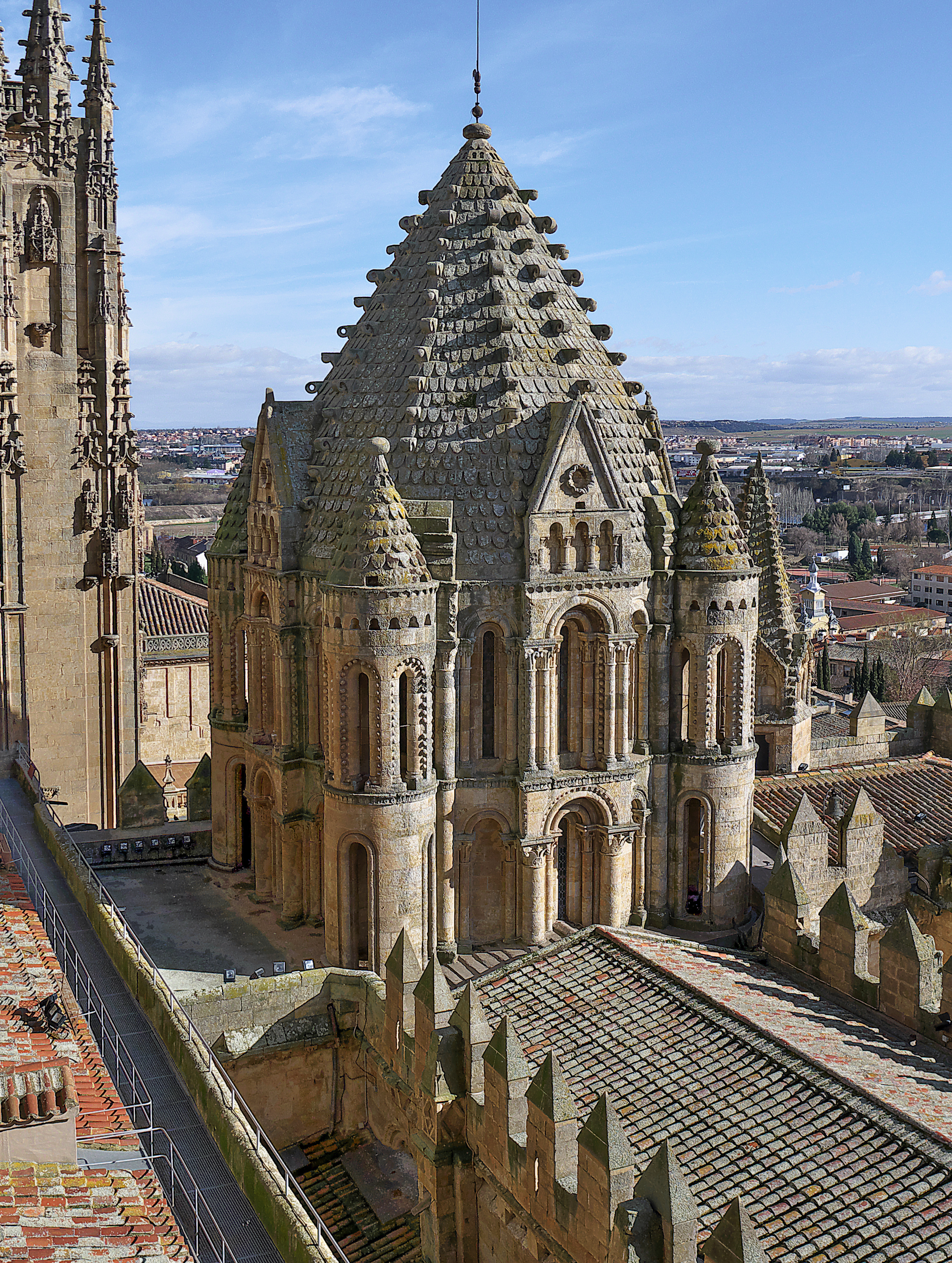

De Oude kathedraal van Salamanca (Spaans: Catedral Vieja de Santa María) is een kathedraal in het Spaanse Salamanca. Het is samen met de nieuwe kathedraal van Salamanca een van de twee kathedralen van de stad. Het gebouw werd opgetrokken vanaf de 12de eeuw tot de 14de eeuw in opdracht van Jerónimo de Perigord, in een mengeling van romaanse en gotische stijl. De kathedraal is gewijd aan Maria van de Heilige Stoel (Santa María de la Sede).